# Ramón Guillermo Aveledo
Ramón Guillermo Aveledo (ur. 27 sierpnia 1950 roku w Barquisimeto) – wenezuelski polityk, przewodniczący Izby Deputowanych w latach 1996–1998, deputowany do Kongresu Narodowego w latach 1994–1999, osobisty sekretarz prezydenta przy prezydencie Luisie Herrera Campinsie w latach 1979–1983, szef Telewizji Wenezuelskiej w latach 1983–1984, przewodniczący Profesjonalnej Wenezuelskiej Ligi Baseballa w latach 2002–2007, sekretarz wykonawczy partii Koalicja na rzecz Jedności Demokratycznej w latach 2009–2014 (złożył rezygnację). Od grudnia 2010 roku pełni funkcję prezesa Instytutu Badań Parlamentarnych Fermina Toro. Biznesmen, prawnik, politolog, wykładowca uniwersytecki (profesor nadzwyczajny na Uniwersytecie Metropolitalnym w Caracas), autor wielu książek.

## Publikacje
- 1981 – Militancia Humanista
- 1982 – Hacer historia
- 1987 – Protesta y esperanza
- 1992 – Cuaderno Venezolano para viajar (Leer) con los hijos.
- 1995 – El cambio, con razón: lo viejo, lo nuevo y lo distinto en la política venezolana
- 1995 – Venezuela reclama responsabilidad
- 1996 – Populismo, Sifrinismo & Economía humana
- 1997 – El Trabajo Parlamentario
- 1997 – Empleado de la gente
- 1999 – Defensa del futuro libre
- 2000 – Churchill: Vida Parlamentaria
- 2000 – La alternativa civil: la constituyente de 1999 y otros temas de política y derecho
- 2002 – Humanismo Cristiano y Parlamento
- 2002 – ¿Qué es la Política?
- 2003 – Gente, historias y cuentos de Barquisimeto y Lara
- 2005 – Parlamento y Democracia
- 2007 – El Poder Político en Venezuela
- 2007 – La 4. República: la virtud y el pecado
- 2008 – El Dictador: Anatomía de la Tiranía
- 2009 – La Libertad, temas de conciencia y práctica
- 2011 – Luis Herrera Campins (Biblioteca Biográfica Venezolana)
- 2012 – El Llanero Solidario. Verdades ignoradas sobre Luis Herrera Campins y su tiempo
- 2014 – Curso de Derecho Parlamentario
- 2014 – Al Servicio de la Unidad
- 2015 – Contra La Corriente
- 2016 – Es Justo. Propiedad de la Tierra, Justicia Social y Progreso
- 2016 – Juicio Político en sede parlamentaria. A partir del caso de Dilma Rousseff en 2016